# KV29
Ngôi mộ KV29 là một ngôi mộ Ai Cập cổ trong Thung lũng của các vị Vua ở Ai Cập.
Nó chưa được khai quật bao giờ và vẫn còn đầy đủ tất cả những vật và có thể có chứa xác ướp. Nó có thể chỉ bao gồm một đường trục.